# Immeuble de l'IMCAMA
L’immeuble de l'IMCAMA, aussi connu comme « immeuble Sony », est un bâtiment résidentiel art déco à Casablanca, au Maroc,. Il est situé place Saint-Exupéry (ex Rond-Point Lyautey), entre boulevard de Lorraine et rue d'Agadir.
C'est un immeuble Art déco construit en 1928 par Albert Greslin.

## Nom
"IMCAMA" représente Société Immobilière de Casablanca et Maroc.